# Ablanque
Ablanque é um município da Espanha na província de Guadalajara, comunidade autónoma de Castilla-La Mancha, de área 51,71 km² com população de 140 habitantes (2004) e densidade populacional de 2,71 hab/km².

## Demografia
| Variação demográfica do município entre 1991 e 2004 | Variação demográfica do município entre 1991 e 2004 | Variação demográfica do município entre 1991 e 2004 | Variação demográfica do município entre 1991 e 2004 |
| --------------------------------------------------- | --------------------------------------------------- | --------------------------------------------------- | --------------------------------------------------- |
| 1991                                                | 1996                                                | 2001                                                | 2004                                                |
| 163                                                 | 157                                                 | 152                                                 | 140                                                 |